# Gabriel Curuchet
Gabriel Ovidio Curuchet (* 24. Juni 1963 in Mar del Plata) ist ein argentinischer Radsportfunktionär und ehemaliger Radrennfahrer.

## Sportlicher Werdegang
Im Jahr 1983 hatte Gabriel Curuchet seinen ersten internationalen Erfolg, als er Dritter in der Einerverfolgung auf der Bahn bei den Panamerikanischen Spielen in Caracas wurde. Zwei Jahre später gewann er bei den Panamerikanischen Spielen sowohl die Einerverfolgung die Goldmedaille als auch in Argentinien den nationalen Titel im Straßenrennen. 1989 trat Curuchet zu den Profis über, wo er bis 2004 aktiv war.
Im Jahr 1995 wurde Gabriel Curuchet Zweiter bei den Bahn-Weltmeisterschaften in Bogotá im Zweier-Mannschaftsfahren gemeinsam mit seinem Bruder Juan Esteban. Das erfolgreiche Duo konnte sich noch zweimal bei Bahn-Weltmeisterschaften auf dem Podium platzieren: 1997 in Perth sowie 2001 in Antwerpen belegten sie jeweils den dritten Platz. Die Brüder absolvierten ebenfalls erfolgreich zahlreiche Sechstagerennen. So gewannen sie zweimal das Sechstagerennen von Buenos Aires, 1999 und 2000, sowie 1995 das von Mar del Plata.
Im Jahr 2000 wurde Curuchet erneut Argentinischer Straßenmeister. Viermal startete er bei Olympischen Spielen, 1984 in Los Angeles, 1988 in Seoul, 1996 in Atlanta sowie 2000 in Sydney in den Disziplinen Einer-, Mannschaftsverfolgung sowie Zweier-Mannschaftsfahren. Seine beste Platzierung war ein siebter Rang im Zweier-Mannschaftsfahren im Jahr 2000 gemeinsam mit seinem Bruder.

## Engagement als Funktionär
Seit 2004 ist Gabriel Curuchet Präsident des Argentinischen Radsportverbandes. Beim Weltradsportverband Union Cycliste Internationale (UCI) ist er Mitglied der Kommission für den Bahnradsport.

## Erfolge

### Bahn
1983
- Panamerikanische Spiele – Einerfolgung

1987
- Panamerikaspiele-Sieger – Einerverfolgung

1995
- Weltmeisterschaft – Zweier-Mannschaftsfahren (mit Juan Esteban Curuchet)
- Sechstagerennen Mar del Plata (mit Juan Esteban Curuchet)

1997
- Weltmeisterschaft – Zweier-Mannschaftsfahren (mit Juan Esteban Curuchet)

1998
- Bahnrad-Weltcup in Cali – Zweier-Mannschaftsfahren (mit Juan Esteban Curuchet)

1999
- Sechstagerennen Buenos Aires (mit Juan Esteban Curuchet)
- Bahnrad-Weltcup in Frisco – Zweier-Mannschaftsfahren (mit Juan Esteban Curuchet)

2000
- Sechstagerennen Buenos Aires (mit Juan Esteban Curuchet)

### Straße
1985
- Argentinischer Meister – Straßenrennen

1991
- eine Etappe Vuelta a Argentina

2000
- Argentinischer Meister – Straßenrennen